# Тарасовская (Никольское сельское поселение)
Тарасовская — деревня в Кадуйском районе Вологодской области.
Входит в состав Никольского сельского поселения, с точки зрения административно-территориального деления — в Никольский сельсовет.
Расстояние по автодороге до районного центра Кадуя — 30,5 км, до центра муниципального образования села Никольское — 6,5 км. Ближайшие населённые пункты — Бузыкино, Занино, Ивановское, Калинино, Калинниково, Лыковская, Мелентьево, Мелехино, Михайловская, Постниково, Семеновская, Спиринская, Старина, Терпеново, Шутовская.
По переписи 2002 года население — 16 человек.